# 최해정

최해정는 대한민국의 방송인의 리포터이다.

## 경력
- KBS전주방송총국 리포터 (과거)
- KBS대전방송총국 리포터 (현재)

## 방송 출연
- 6시 내고향 과거 전북/현재 대전 리포터 및 출연
- 생방송 투데이 전북
- 국악한마당
- 생방송 아침이 좋다 (2016년)